# 이중근 (1941년)
이중근(李重根, 1941년 1월 11일 ~ )은 부영그룹 대표이사 회장 겸 대한노인회 회장인 기업인 사회기관장이다. 아호는 우정(宇庭)이다.

## 경력
- 1976년 : 우진건설산업(주) 대표이사
- 1983년 3월 : (주)삼신엔지니어링 설립
- 1994년 2월 ~ 2020년 9월 : 부영그룹 대표이사 회장
- 2000년 ~ 2004년 : 한국주택협회 회장
- 2003년 ~ 2005년 2월 : 주택산업연구원 이사장
- 2007년 ~ : 제3대~6대 공군인터넷전우회 회장
- 2008년 ~ : 학교법인 우정학원 이사장
- 2013년 8월 : 우정문고 설립
- 2015년 12월 ~ : 제3대 세계태권도평화봉사재단 총재
- 2017년 7월 ~ 2020년 8월 : 제17대 대한노인회 회장
- 2023년 5월 ~ : 재단법인 백선엽장군기념재단 자문위원 겸 백선엽장군기념사업회 이사
- 2023년 8월 ~ : 부영 회장
- 2024년 10월 ~ : 제19대 대한노인회 회장

## 학력
- 순천동산국민학교 졸업
- 순천중학교 졸업
- 순천고등학교 졸업
- 1960년 건국대학교 정치외교학 입학 및 1학기 수료 후 중퇴
- 독학사 학사
- 고려대학교 정책대학원 행정학 석사
- 고려대학교 대학원 행정학 박사

### 명예 박사 학위
- 경희대학교 경제학 명예박사
- 광운대학교 경영학 명예박사
- 인제대학교 교육학 명예박사
- 순천대학교 공학 명예박사

### 명예 학사 학위
- 1997년 건국대학교 정치외교학 명예학사(명예졸업)

## 가족 관계
- 부인 나길순 학교법인 우정학원 이사장
  - 장남 이성훈 부영그룹 부사장
  - 장녀 이서정 부영 상무
  - 차남 이성욱 전 부영파이낸스 이사
  - 삼남 이성한 영화감독 겸 부영엔터테인먼트 대표이사 사장

## 논란
2018년 1월 31일 탈세 및 횡령, 서민 임대주택 아파트의 분양가를 불법적으로 올린 혐의로 검찰 조사를 받고 2018년 2월 8일에 구속되었다.
이중근 부영그룹 회장은 혐의 대부분에 대하여 무죄를 주장했다.
그러나 건강상의 문제로 서울중앙지방법원에 보석신청을 청구 보석이 허가되어 불구속 상태에서 재판을 받았다.
1심결과는 이중근회장에게 검찰이 제기했던 배임 및 횡령 임대주택법 위반 등 총 20개의 죄목 중 6개가 유죄로 인정되어 징역 5년을 선고받았다.
이 결정에 불복하고 검찰과 이중근회장은 항소하여 결국 서울고등법원으로 사건이 넘어가 2심에서 판결이 나오게 되었다.

## 같이 보기
- 부영
- 대한노인회
- 사랑으로
- 회장
- 기업인